# Ајван
Ајван (фр. Aillevans) насеље је и општина у источној Француској у региону Франш-Конте, у департману Горња Саона која припада префектури Лир.
По подацима из 2011. године у општини је живело 140 становника, а густина насељености је износила 24,22 становника/km². Општина се простире на површини од 5,78 km². Налази се на средњој надморској висини од 280 метара (максималној 393 m, а минималној 267 m).

## Демографија
| 1962. | 1968. | 1975. | 1982. | 1990. | 1999. | 2011. |
| ----- | ----- | ----- | ----- | ----- | ----- | ----- |
| 211   | 166   | 144   | 162   | 140   | 122   | 140   |

График промене броја становника у току последњих година